# Michael Rapaport

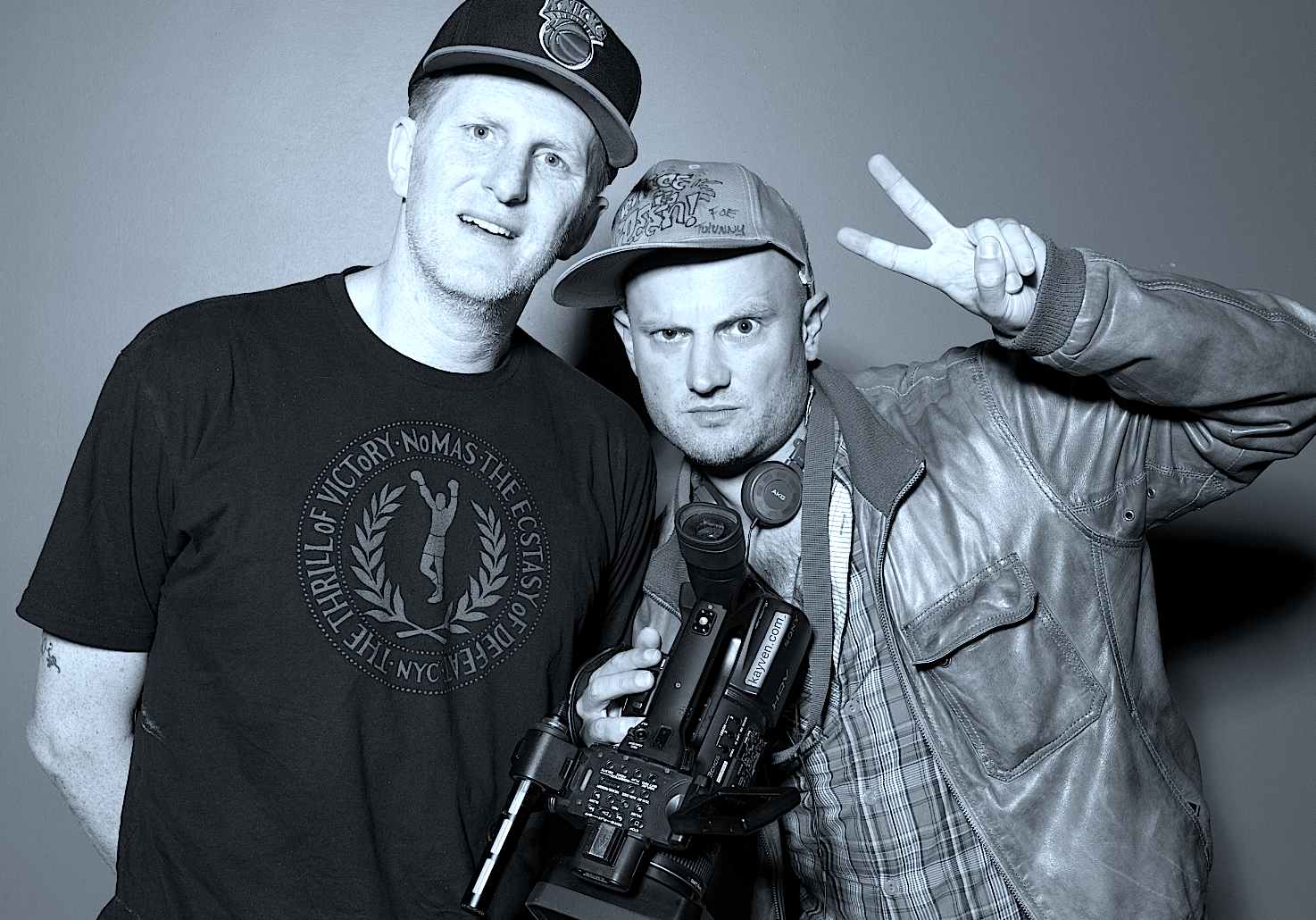
Michael Rapaport (till vänster) 2013.

Michael Rapaport, född 20 mars 1970 i New York, är en amerikansk skådespelare, komiker och regissör. Han är av polsk-judisk och rysk-judisk börd.

## Biografi
Michael Rapaport växte upp i Upper East Side i New York. Han slog igenom som karaktärsskådespelare och har ofta spelat roller som den typiske snabbpratande New York-bon. Han har arbetat med regissörer som Tony Scott och Spike Lee. Rapaport har haft roller i TV-serier som Vänner, Boston Public och Atypical.
Rapaport har också regisserat två dokumentärer, en om basketlaget New York Knicks och en om hiphopgruppen A Tribe Called Quest. Han driver podden I Am Rapaport.

## Privatliv
Rapaport gifte sig med författaren Nicole Beatty år 2000 och skilde sig sju år senare efter att ha fått två barn. 2016 gifte han sig med skådespelerskan Kebe Dunn. Han är bosatt i Brooklyn i New York.
Rapaport har gjort sig känd för att vara frispråkig och har haft många offentliga gräl, bland annat med basketspelaren LeBron James.

## Filmografi

### Som skådespelare (i urval)
- 1993 – True Romance
- 1993 – Kodnamn: Nina
- 1995 – Dödskyssen
- 1995 – På tal om Afrodite
- 1997 – Metro
- 1997 – Cop Land
- 1999 – Vänner (TV-serie)
- 1999 – Deep Blue Sea
- 2000 – Småtjuvar emellan
- 2000 – Men of Honor
- 2000 – 6:e dagen
- 2001 – Dr. Dolittle 2
- 2001 - Grand Theft Auto III (röst i dataspel)
- 2001–2004 – Boston Public (TV-serie)
- 2005 – Hitch - din guide till en lyckad date
- 2005–2007 – The War at Home (TV-serie)
- 2006 – Grilled
- 2008–2009 – Prison Break (TV-serie)
- 2010–2013 – Pound Puppies (TV-serie) (röst)
- 2013 – The Heat
- 2014 – Justified (TV-serie)
- 2015 – Little Boy
- 2017–2018 – Atypical (TV-serie)

### Som regissör
- 2011 – Beats Rhymes & Life: The Travels of A Tribe Called Quest (dokumentärfilm om hiphopgruppen A Tribe Called Quest)